# Sant Martí del Congost
Sant Martí del Congost o Església d'Aiguafreda de Dalt és una església del municipi d'Aiguafreda (Osona) inclosa en l'Inventari del Patrimoni Arquitectònic de Catalunya. La seva consagració, promoguda per l'abadessa Emma, filla del comte Guifré el Pelós, la va dur a terme el bisbe Gotmar de Vic el dia 5 d'agost del 898 amb el nom de Sant Martí de la vall del Congost. A l'acta de consagració s'indica que els servidors de l'església seran sacerdots, monjos i deodates. L'any 1105 es va tornar a consagrar el temple, reconstruït en l'estil romànic; d'aquesta segona data procedeixen els vestigis més antics de l'església actual.

## Descripció

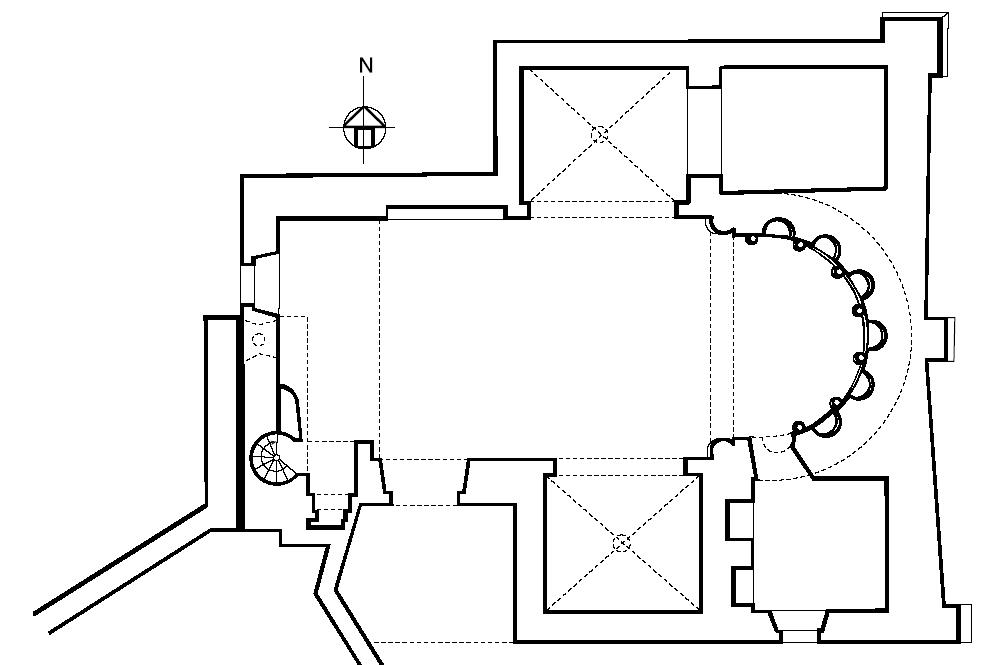
Planta de l'Església de Sant Martí del Congost

Situada a la part alta de la muntanya, a 3 km del nucli urbà actual. Planta de creu llatina. Nau única coberta amb volta de canó. Absis cobert amb volta de quart d'esfera, amb set absidioles i decorat a l'exterior per una cornisa amb arcs i faixes llombardes. Hi ha alguna finestra d'espitllera. Els braços del transsepte (segle xvi) són coberts amb volta de creueria d'un gòtic molt senzill. A banda i banda de l'absis es practicaren dues obertures per ubicar la sagristia i la capella del Sant Crist. L'antiga porta d'accés orientada a migjorn fou tapada i substituïda el segle xvi per una altra porta situada al seu costat. A la façana de ponent es conserva una antiga finestra bessona no visible a l'exterior a causa del campanar d'espadanya, el qual fou substituït al segle xvi per l'actual cloquer.
Als peus del massís de pedra tosca on està construïda l'església hi ha una cova formada pel creixement de la tosquera, que conserva restes de sepultures tallades a la roca de cronologia altmedieval. De fet, les excavacions arqueològiques en curs a la rodalia del conjunt monumental estan aportant coneixement sobre l'ús funerari del massís des de la tardoantiguitat.

## Història
La primera acta de consagració de l'església data de l'any 898. En l'edifici es troben diferents etapes constructives posteriors, referents als segles XII-XX. Cal esmentar l'existència d'un comunidor del segle xviii situat davant l'església.